# (2372) Proskurin
(2372) Proskurin (1977 RA8) – planetoida z pasa głównego asteroid okrążająca Słońce w ciągu 5,48 lat w średniej odległości 3,11 au. Odkryta 13 września 1977 roku.